# Katamenes flavigularis
Katamenes flavigularis är en stekelart som först beskrevs av Blüthgen 1951.  Katamenes flavigularis ingår i släktet Katamenes och familjen Eumenidae. Inga underarter finns listade i Catalogue of Life.